# 데니스 자이덴베르크
데니스 마르빈 자이덴베르크(독일어: Dennis Marvin Seidenberg, 1981년 7월 18일 ~ )는 독일의 은퇴한 아이스하키 선수로 포지션은 수비수이다. 현역 시절에 내셔널 하키 리그(NHL)와 도이체 아이스하키 리가(DEL)에서 활약했다. 동생인 야니크도 아이스하키 선수이다.
NHL에서 뛰기 전에는 모국인 독일의 프로 아이스하키 리그인 도이체 아이스하키 리가의 아들러 만하임에서 뛰었으며 2001년 NHL 드래프트에서 필라델피아 플라이어스에게 지명되어 2003-2004 시즌에 북아메리카로 건너갔다. 이후 NHL에서 총 6개 팀에서 활약했고, 800회 이상의 경기에 출전했다. 특히 보스턴 브루인스에선 자신의 NHL 경력 중 가장 오랜 기간인 7시즌 동안 활약했으며, 2011년 플레이오프에서 스탠리컵 우승을 달성했다. 이후 2019년에 뉴욕 아일런더스를 끝으로 현역 생활을 마쳤다.
독일 아이스하키 국가대표팀의 일원으로 활약했으며, 올림픽 3회, 세계 선수권 대회 5회, 월드컵 1회 참가했다.